# 許達道
許達道（1581年—？），字和卿，號華芝，浙江金華府東陽縣人，明朝政治人物。

## 生平
萬曆二十二年（1594年）甲午科浙江鄉試第二十九名舉人，三十五年（1607年）中式丁未科會試第四十六名，三甲第二百一名進士。吏部觀政，授江陰縣知縣，四十二年（1614年）升兵部主事，天啟元年（1621年）升兵部職方司員外郎，同年升武選司郎中，二年（1622年）升福建布政使司參政，四年（1624年）升福建按察使，五年（1625年）丁憂，崇禎元年（1628年）考察。

## 家族
曾祖許瀚；祖父許思文，壽官；父許弘寶。母李氏。重慶下。從父许弘纲。